# Сонатина для скрипки и фортепиано (Дворжак)
Сонатина соль мажор для скрипки и фортепиано (чеш. Sonatina G dur pro housle a klavír), опус 100, B. 183 ― композиция Антонина Дворжака, написанная им в период с 19 ноября по 3 декабря 1893 года в Нью-Йорке. «Сонатина» является последним камерным произведением, написанным композитором во время пребывания в США. Дворжак посвятил пьесу своим детям ― 15-летней дочери Отили, занимающейся игрой на фортепиано, и 10-летнему сыну Тонику, играющему на скрипке. «Сонатина» была издана берлинским издательством «Зимрок» 1894 году. Существует переложение пьесы для виолончели и фортепиано.

## Структура
Сонатина состоит из четырёх частей:
1. Allegro risoluto, 3
4, соль мажор
2. Larghetto, 2
4, соль минор
3. Molto vivace, 3
4, соль мажор
4. Allegro, 2
4, соль мажор